# Bayosaurus
Genre
Bayosaurus est le nom informel d'un genre fossile de dinosaures théropodes du Crétacé supérieur retrouvé en Argentine. Il serait un membre des abélisaures d'environ 4 mètres de longueur dont les restes ont été retrouvés dans une strate datée du Turonien de la province de Neuquén. Le genre a été nommé par les paléontologues Rodolfo Coria, Philip J. Currie et Paulina Carabajal en 2006,.